# Comissão das Nações Unidas para o Desenvolvimento Sustentável
Comissão das Nações Unidas para o Desenvolvimento Sustentável (CDS) foi um órgão do Conselho Econômico e Social das Nações Unidas (ECOSOC) encarregado de supervisionar os resultados da Conferência das Nações Unidas sobre o Meio Ambiente e o Desenvolvimento realizada em 1992, conhecida também por Cúpula da Terra ou ECO-92. Foi substituído em 2013 pelo Fórum Político de Alto Nível sobre Desenvolvimento Sustentável, que se reúne tanto na Assembleia Geral de quatro em quatro anos como no ECOSOC em outros anos.
A CDS foi criada em dezembro de 1992 pela Resolução 47/191 da Assembleia Geral da ONU como uma comissão funcional do Conselho Econômico e Social da ONU, implementando uma recomendação no Capítulo 38 da Agenda 21 durante durante a ECO-92 realizada no Rio de Janeiro.

## Reuniões

### CDS 1
A Primeira Sessão ou Sessão Organizacional da CDS foi realizada em Nova York em junho de 1993. Ela teve como enfoque uma ampla gama de questões organizacionais e administrativas, refletidas nos tópicos dos documentos da Comissão:
- Implicações orçamentárias de decisões preliminares
- Estabelecer uma agenda provisória e um programa de trabalho plurianual
- Relatórios nacionais sobre a implementação da Agenda 21
- Troca de informações: Sistema das Nações Unidas e doadores
- Acompanhamento da Conferência das Nações Unidas sobre Meio Ambiente e Desenvolvimento (CNUCED): organizações internacionais e coordenação da ONU
- Coordenação de dados de desenvolvimento
- Progresso na transferência de tecnologia ambientalmente correta
- Informações governamentais sobre compromissos financeiros
- Questões urgentes e emergentes importantes
- Conferência das Nações Unidas sobre Comércio e Desenvolvimento e implementação da Agenda 21
- Implementação do Programa das Nações Unidas para o Meio Ambiente (PNUMA) e da Agenda 21
- Trabalho futuro
- Diretrizes para relatórios nacionais
- Integrando o desenvolvimento sustentável no sistema da ONU

### CDS 5
Em sua Quinta Sessão, realizada entre 7 a 25 de abril de 1997, o foco principal da CDS foi preparar a Revisão Quinquenal da Cúpula da Terra de 1992, que tomou a forma da 19ª Sessão Especial da Assembleia Geral, realizada na Sede da ONU em Nova York.

### CDS 10 / Cúpula Mundial sobre Desenvolvimento Sustentável
Para sua Décima Sessão, o CSD atuou como Comitê Preparatório para a Cúpula Mundial sobre Desenvolvimento Sustentável, realizada em Joanesburgo, África do Sul, entre 26 de agosto a 4 de setembro de 2002.

### CDS 12
A Décima Segunda Sessão do CSD é a primeira sessão substantiva desde a Cúpula de Joanesburgo. A CDS anterior (CDS 11) foi uma sessão organizacional que focou no estabelecimento de prioridades e na agenda para o segundo ciclo de dez anos da Comissão.
A citação a seguir é da nota introdutória do Presidente Børge Brende, à época Ministro do Meio Ambiente da Noruega, para uma descrição da organização do trabalho durante a CSD-12:

"Os primeiros três dias do CSD-12 servirão como reunião preparatória para a revisão de dez anos do Programa de Ação de Barbados (BPOA) para o Desenvolvimento Sustentável dos Pequenos Estados Insulares em Desenvolvimento.
"A maior parte do CSD-12 se concentrará nos temas relacionados à água, saneamento e assentamentos humanos. A decisão do CSD-11 de focar seu primeiro Ciclo de Implementação em Água, Saneamento e Assentamentos Humanos é um testemunho do senso de urgência que a comunidade internacional atribui a essas questões."
"Hoje, as doenças transmitidas pela água matam uma pessoa a cada dez segundos, em sua esmagadora maioria crianças, e cerca de um em cada dois africanos subsaarianos e três em cada cinco sul-asiáticos carecem de saneamento adequado. O número total de pessoas que vivem em favelas é próximo a 930 milhões e está crescendo a uma taxa acelerada."
"A sessão de revisão CSD-12 contará com uma série de iniciativas. As revisões temáticas apresentarão discussões interativas e serão introduzidas por meio de apresentações, painéis de discussão e debates moderados. Os principais representantes do grupo se juntarão com os ministros em diálogos interativos durante a Reunião de Alto Nível."

### CDS 16
A 16ª Sessão foi realizada entre 05 a 16 de maio de 2008 e presidida por Francis Nhema, Ministro do Meio Ambiente e Turismo do Zimbábue. Nessa sessão foi dado enfoque no módulo temático: Agricultura, Desenvolvimento Rural, Solos, Seca, Desertificação e Desenvolvimento sustentável da África.

### CDS 18
A 18ª sessão ocorreu em Nova York entre 3 a 14 de maio de 2010 e foi focada nos temas transporte, produtos químicos, gestão de resíduos, mineração e a estrutura de dez anos de programas sobre padrões de produção e consumo sustentáveis.

### CDS 19
A 19ª sessão ocorreu em maio de 2011, como parte do ciclo de políticas do ano anterior. Nenhum acordo foi alcançado nas negociações e elas finalmente entraram em colapso.

### Conferência das Nações Unidas sobre Desenvolvimento Sustentável
A 20ª Sessão foi suspensa de seu ciclo normal planejado em 2012 em virtude da decisão da Assembleia Geral de realizar em seu lugar a Conferência das Nações Unidas sobre Desenvolvimento Sustentável no Rio de Janeiro como o 20º aniversário da primeira Conferência. A Conferência das Nações Unidas sobre Desenvolvimento Sustentável se concentraria em dois temas:
- Economia verde no contexto do desenvolvimento sustentável e da erradicação da pobreza.
- Marco institucional para o desenvolvimento sustentável.

Com os objetivos:
- Assegurar a renovação do compromisso político com o desenvolvimento sustentável.
- Avaliação do progresso e lacunas de implementação no cumprimento dos compromissos já acordados.
- Lidando com desafios novos e emergentes.

### CDS 20
Por decisão dos Estados membros publicada na Resolução 67/203 de 21 de dezembro de 2012, a 20ª CDS foi designada como a última sessão da comissão que aconteceu em 20 de setembro de 2013, pela manhã, na Sala de Conferências 2 da Sede da ONU e sua realização se deu antes da convocação da primeira Reunião do Fórum Político Alto Nível sobre Desenvolvimento Sustentável, a fim de assegurar uma transição institucional harmoniosa.